# Mine de Budryk
La mine de Budryk est une mine souterraine de charbon située en Pologne.